# Emperor (band)
Emperor is een Noorse blackmetalband, in 1991 opgericht door Samoth en Ihsahn. Ze stopten in 2001. Van 2005 tot 2007 en 2013 tot 2014 kwamen ze weer bij elkaar voor (enkele) reünieshows. Sedert 2016 blijft de band af en toe optreden.

## Biografie
Emperor werd in 1991 opgericht door Samoth en Ihsahn (toentertijd bekend als Ygg).
De eerste tijd was de band actief onder de naam Thou Shalt Suffer. Maar al snel
ging Samoth muziek schrijven buiten Thou Shalt suffer om. Ze besloten Mortiis (later bekend
geworden met zijn solo-project Mortiis) aan te nemen als bassist en de band Emperor was geboren.
Al vrij snel na deze gebeurtenissen verscheen de demo Wrath of the Tyrant die in de
underground scene zeer goed werd ontvangen. Het duurde dan ook niet lang voor ze een platencontract
tekenden. Dit was bij het toen net opgerichte Candlelight Records. Nadat ze een contract hadden
werd Samoth gitarist en Ihsahn zang en hoofdgitaar. Mortiis was nog steeds bassist
en Faust werd de drummer.
In de zomer van 1992 werden de leden van Emperor in verband gebracht met de black metal inner circle. Samoth zou met enkele andere black metallers, waaronder enkele leden van Mayhem enkele kerken in brand hebben gestoken.
Toenmalig Emperor-drummer Faust was in 1992 in Lillehammer om het nieuwe Olympische Park te bekijken. Daar werd hij aangesproken door een homoseksuele man, genaamd Rhys Adamec, die vroeg of Faust mee het bos in wilde om "Samen dingen te doen". Faust ging mee en bracht de man met meerdere messteken om het leven. Na de moord is hij met leden van Mayhem naar de skischans gegaan en daar hebben ze enkele exemplaren van de Bijbel verbrand.
In de zomer van 1993 begon de band met de opnames van hun eerste studioalbum. Op de tour werden ze vergezeld door de Britse metallers van Cradle of Filth. Na deze tour stopten ze met het dragen van corpse paint, volgens de bandleden omdat dit een trend werd in de black metal waar zij niet aan wilden deelnemen. In de herfst van datzelfde jaar pakte de politie Varg Vikernes van Mayhem en Burzum op voor moord op zijn mede-bandlid Euronymous. Dit leidde ertoe dat Samoth werd opgepakt voor het in brand steken van een aantal kerken, en Faust voor de moord op Adamec.
In 1994 bracht de band het album In The Nightside Eclipse uit. Met de release van dit album kreeg Emperor een zeer solide fanbasis. Het album werd zeer goed ontvangen in de gehele blackmetalwereld.
Nadat Samoth zijn straf uitgezeten had, kwam Trym bij de band als drummer. Hij had eerder gedrumd bij de eveneens Noorse blackmetalband Enslaved. In 1997 bracht Emperor het album Anthems to the Welkin at Dusk uit. Dit album had een wat meer progressieve sound dan zijn voorganger en kwam hoog in de jaarlijsten bij enkele populaire metal magazines (o.a. Terrorizer).
Het volgende album, IX Equilibrium, verscheen in 1999. Op dit album speelde Ihsahn zowel de vocals, keyboards, gitaar als bas in. Na de release van dit album ging de band toeren in Europa en de Verenigde Staten.
In 2001 ging de band, na het uitbrengen van het laatste album Prometheus: The Discipline of Fire & Demise, uit elkaar, omdat de leden allemaal een andere kant in de muziek op wilden. Samoth en Trym gingen meer richting de deathmetal met hun band Zyklon, en Ihsahn ging meer richting een artistieke en progressieve vorm van extreme metal met zijn nieuwe project Peccatum.
Later kondigde Ihsahn ook een soloproject aan, waarmee hij vier albums heeft uitgebracht (The Adversary, AngL, After en Eremita).

### Emperor na 2005
In 2005 kwamen de leden van Emperor weer bijeen voor een reeks liveshows. Zo stonden ze als hoofdartiest op Wacken Open Air in 2006 en traden ze op in diverse grote clubs in Europa. Van het concert op Wacken Open Air werd een dvd uitgebracht.
Op 10 augustus 2013 werd bekendgemaakt dat Emperor het Bloodstock Open Air festival in Groot-Brittannië zou aanvoeren. Dit was hun enige show in het Verenigd Koninkrijk in 2014. Ook trad de band op op het Wacken Open Air-festival in Duitsland in 2014. In 2017 deed Emperor nog enkele shows in Europa ter ere van het twintigjarige bestaan van het album Anthems to the Welkins at Dust.

## Discografie

### Albums
- In the Nightside Eclipse (1994)
- Anthems to the Welkin at Dusk (1997)
- IX Equilibrium (1999)
- Emperial Live Ceremony [Live] (2000)
- Prometheus: The Discipline of Fire & Demise (2001)

### Ep's
- Emperor [12"] (1993)
- As the Shadows Rise [7"] (1994)
- Reverence (1996)

### Demo's
- Wrath Of The Tyrant [Demo] (1992)
- As the Shadows Rise [7"] (1994)

### Compilaties
- Emperor / Hordanes Land [Split CD met Enslaved] (1993)
- Emperor / Wrath of the Tyrant [Compilatie] (1998)
- Thorns vs. Emperor [Split CD] (1999)
- True Kings of Norway [Split CD] (2000)
- Emperial Vinyl Presentation [Box Set] (2001)
- Scattered Ashes [Compilatie] (2003)

### Video
- Emperial Live Ceremony [VHS/DVD] (2000)
- Scattered Ashes: Decade of Emperial Wrath [DVD] (2006)
- Live at Wacken Open Air 2006 [DVD] (2009)

## Bandleden

### Huidige leden
- Ihsahn - zang, leadgitaar (1991 tot heden)
- Samoth - slaggitaar (1991 tot heden)
- Trym - drums (1995 tot heden)

### Vroegere leden
- Alver (Jonas Alver) - basgitaar (1995–1998)
- Tchort (Terje Schei) - basgitaar (1993–1994)
- Mortiis (Håvard Ellefsen) - basgitaar (1991–1992)
- Faust (Bård Faust) - drums (1992–1993)

### Live- en sessieleden
- Secthdamon - basgitaar (2005 tot heden)
- Einar Solberg - keyboard (2005 tot heden)
- Charmand Grimloch (Joachim Rygg) - keyboard (1996–1999)
- Tyr (Jan Erik Torgersen) - basgitaar (1998–1999)
- Ildjarn (Vidar Vaaer) - basgitaar (1993)
- Hellhammer (Jan Axel Blomberg) - drums (1994–1995)
- Sverd (Steinar Johnsen) - keyboard (1994–1995)

## Gerelateerde bands/artiesten

### Ihsahn
- Arcturus (gast)
- Ihsahn
- Peccatum
- Thou Shalt Suffer
- Ulver (gast)
- Wongraven
- Zyklon-B

### Samoth
- Arcturus
- Burzum
- Gorgoroth
- Ildjarn
- Satyricon
- Scum
- Thou Shalt Suffer
- Ulver (guest)
- Zyklon
- Zyklon-B

### Trym
- Enslaved
- Paganize
- Satyricon
- Zyklon
- Abigail Williams

### Faust
- Aborym
- Blood Tsunami
- Imposter
- Scum
- Thorns
- Zyklon
- Dissection

### Mortiis
- Cintecele Diavolui
- Fata Morgana
- Mortiis
- Vond

### Tchort
- Blood Red Throne
- Carpathian Forest
- In the Woods...
- Green Carnation
- Satyricon

### Jonas Alver
- Dødheimsgard